# Nysäter
Inte att förväxla med Nysätra.
Nysäter, även Värmlands Nysäter vilket används som postortens namn, är en småort i Gillberga socken i Säffle kommun belägen längs Byälven i västra Värmland. 

## Historia
Nysäters goda läge vid korsningen mellan Byälven och den äldre landsvägen mellan Karlstad och Oslo gjorde att orten utvecklades till en naturlig handelsplats. Här uppstod en marknadsplats och oxmarknaden i Nysäter omnämns i skrift redan år 1758. Även om marknaden vid Nysäter i första hand var en kreatursmarknad gick det också att köpa andra varor. Officiellt hölls den sista kreatursmarknaden 1869 men först 1933 upphörde verksamheten helt. Marknadsbodarna byggdes vid mitten av 1700-talet. Vid mitten av 1800-talet fanns det 67 bodar på platsen. Idag återstår 23. De kvarvarande bodarna är förklarade som byggnadsminnen. I direkt anslutning till Kungshögen och marknadsplatsen finns också en äldre lanthandel vilket visar att platsen varit ett lokalt handelscentrum även mellan marknaderna.

### Fornlämningar
I Nysäter finns Kungshögen, en större gravhög från järnåldern. Kungshögen, som är en av tre gravhögar längs Byälven som utpekats som grav åt sagokungen Olof Trätälja, tillkom under en tid då vattnet var den främsta kommunikationsleden genom området. Högen, som är cirka 40 meter i diameter, ligger på en mindre kulle i sluttningen ner mot vattnet. På vikingatiden var den väl synlig för alla som färdades på Byälven, den tidens viktigaste kommunikationsled. Tidigare har Kungshögen ingått i ett större, nu förstört gravfält. Vid utgrävningar som gjorts i en av de förstörda gravarna har föremål hittats som daterar denna till vikingatiden (ca 800-1050 e Kr). Det är troligt att Kungshögen är från samma tid.

### Befolkningsutveckling
| Befolkningsutvecklingen i Nysäter 1960–2015                                                                | Befolkningsutvecklingen i Nysäter 1960–2015 | Befolkningsutvecklingen i Nysäter 1960–2015 | Befolkningsutvecklingen i Nysäter 1960–2015 | Befolkningsutvecklingen i Nysäter 1960–2015 |
| --- | ------------------------------------------- | ------------------------------------------- | ------------------------------------------- | ------------------------------------------- |
| |                                             |                                             |                                             |                                             |
| År |                                             |                                             | Folkmängd                                   | Areal (ha)                                  |
| 1960 | 1960                                        |                                             | 185                                         | ¤                                           |
| 1965 | 1965                                        |                                             | 208                                         |                                             |
| 1970 | 1970                                        |                                             | 209                                         |                                             |
| 1975 | 1975                                        |                                             | 223                                         |                                             |
| 1980 | 1980                                        |                                             | 227                                         |                                             |
| 1990 | 1990                                        |                                             | 213                                         | 45                                          |
| 1995 | 1995                                        |                                             | 217                                         | 45                                          |
| 2000 | 2000                                        |                                             | 183                                         | 44#                                         |
| 2005 | 2005                                        |                                             | 157                                         | 45#                                         |
| 2010 | 2010                                        |                                             | 149                                         | 44#                                         |
| 2015 | 2015                                        |                                             | 160                                         | 50#                                         |
| Anm.: Ny tätort 1965. Upphörde som tätort 2000. ¤ Som tätortsbebyggelse med 150-199 invånare # Som småort. |                                             |                                             |                                             |                                             |

## Samhället
Nysäter är centralort i Gillberga socken och där är dess kultur-, affärsliv och samhällsservice koncentrerat. Det är en bygd präglad av ett öppet jordbrukslandskap med stora gårdar, men också av hundratalet lämningar efter gångna tiders torp och backstugor i de vidsträckta skogarna. 
Här finns en handelsplats som förmodligen är lika gammal med bevarade timrade marknadsbodar från 1700-talet som fortfarande används.
I Nysäter finns dessutom ett vikingacentrum med ett museum, ett aktivitetscentrum utomhus och hamn för vikingaskeppet Glad av Gillberga. Vidare finns en gästhamn, ställplats for husbilar, ett restaurerat offentligt badhus med bastu för allmänheten och sällskap, tennis-, boulebana, samt badplats och sommarkafé med försäljning av lokalt hantverk. 
I Nysäter finns även skola, matvaruaffär, mejeri, bensinstation, fotbollsplan, hembygdsgård, dansbana, vårdcentral och busstation.

## Sevärdheter
Alldeles i närheten ligger Gillbergasjön, en vidgning av Byälven, med utsiktstorn för att se de massor av fåglar som årligen gästar området. Här finns också gott om bäver. Trakten kring Nysäter är också geologiskt intressant. Från Hösåsfjället får man fin utsikt över älvdalen.

## Sport
Vintertid håller Gillberga skidklubb skidspår som är tillgängliga för besökare. Klubben har fostrat flera framstående skidlöpare.